# دييب سبيس 2

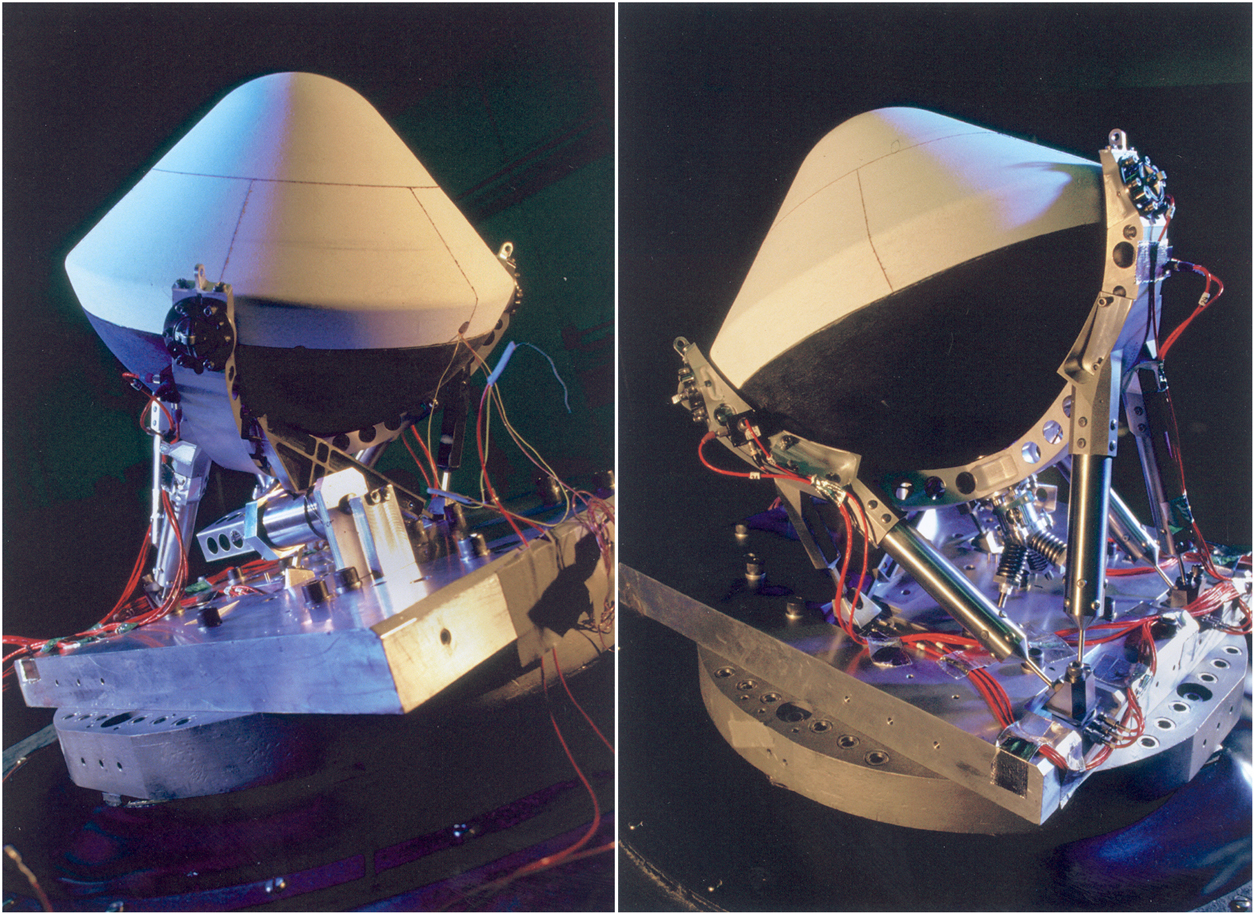
مسباري دييب سبيس 2 مع درعهما الحراري على المنصة.

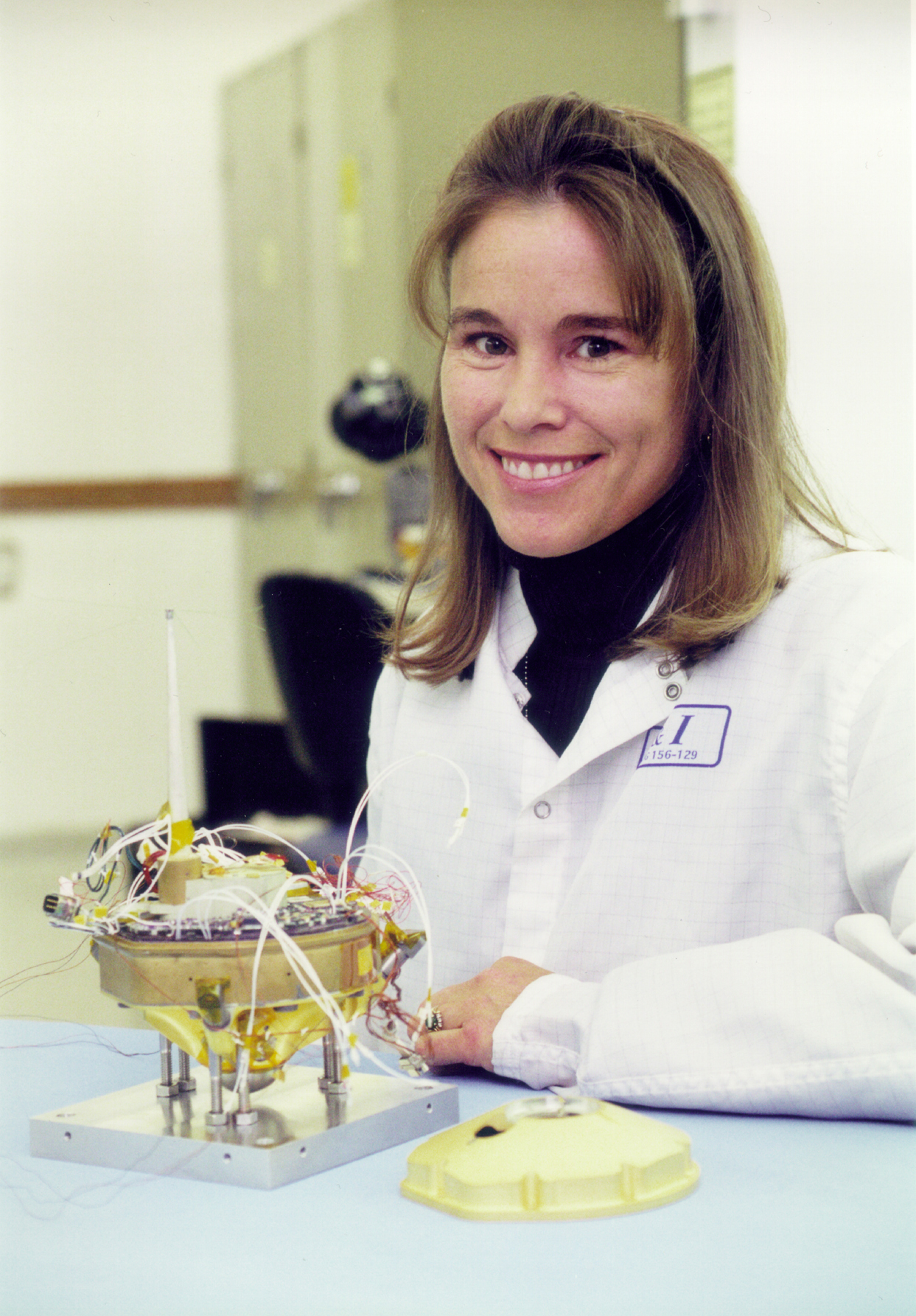
مديرة مشروع دييب سبيس 2، سارة جافيت، مع الأجهزة الهندسية للمسبار.

كان دييب سبيس 2 مسبارًا فضائي تابعًا لوكالة ناسا ضمن برنامج الألفية الجديدة. شمل المسبار مسبارين صغيرين متقدمان للغاية أُرسلا إلى المريخ على متن مركبة الهبوط على قطب المريخ في يناير 1999. أطلِق على المسبارين اسم «سكوت» و«أموندسن» تكريمًا لروبرت فالكون سكوت ورولد أموندسن، أول مستكشفان يصلان إلى القطب الجنوبي للأرض. كان من المفترض أن يكونا أول مركبتين يخترقان سطح كوكب آخر، لكن بعد دخولهما غلاف المريخ الجوي، تقرر أن ينفصل مسبارا دييب سبيس 2 عن السفينة الأم (مركبة الهبوط على قطب المريخ) ليخترقا السطح باستخدام درع جوي، بدون مظلة. أُعلِن عن فشل المهمة في 13 مارس 2000، بعد فشل كل محاولات إعادة الاتصال بالمركبة.
كلف تطوير المسبارين 28 مليون دولار.

## نظرة عامة
كانت مهمة دييب سبيس 2، المعروفة أيضًا باسم «مسبار المريخ الميكروي»، المركبة الفضائية الثانية التي طُورت ضمن برنامج الألفية الجديدة التابع لناسا لاختبار مفاهيم التكنلوجيا المتقدمة لمهمات الفضاء. كان الغرض من البرنامج هو إجراء اختبارات تكنولوجية عالي الخطورة، وهو ما يتضح في شعار البرنامج، «المخاطرة لتقليل الخطر المستقبلي». أدير المشروع من قِبل مختبر الدفع النفاث في باسادينا، بالتعاون مع جامعة أريزونا وجامعة ولاية نيو مكسيكو وجامعة شمال أريزونا ومختبر أبحاث القوات الجوية وغيرها.
كان الهدف من مهمة دييب سبيس 2 هو إجراء اختبار هندسي لمفهوم المسبار المخترق، عن طريق الاصطدام بسطح المريخ بسرعة عالية، بدلًا من التباطؤ للهبوط بسلاسة كما تفعل المسابير التقليدية المُستخدمة لاستكشاف الكواكب. من المحتمل أن يكون مفهوم الاختراق أسلوبًا أقل كلفة، وله ميزة مقترحة تتمثل في الوصول إلى باطن الكوكب الذي تجري دراسته (في هذه الحالة، المريخ).
على الرغم من أن الهدف الأساسي كان اختبار جدوة هذه التكنولوجيا، كان للمهمة أهداف علمية أيضًا. كانت هذه الأهداف هي «1) قياس كثافة الغلاف الجوي والضغط ودرجة الحرارة في جميع أنحاء عمود الغلاف الجوي، و2) دراسة خصائص صلابة التربة والطبقات على مقياس عشرات السنتيمترات، و3) تحديد ما إذا كان الجليد موجودًا في التربة تحت السطحية، و4) تقدير الناقلية الحرارية للتربة تحت السطحية». كان الهدف للمسبارين هو نشر شبكات «حول الكوكب بدون استخدام موارد تزيد عن مركبة هبوط واحدة ضمن الافتراضات التقليدية».
أُطلق المسباران مع مركبة الهبوط على قطب المريخ في 3 يناير 1999 على متن صاروخ دلتا 2 7425.

### المركبة الفضائية
يزن كل مسبار 2.4 كيلوجرام (5.3 باوند) وقد غُلف بغطاء هوائي واقٍ. سافر المسباران على متن مركبة الهبوط على قطب المريخ.
عند اقتراب المركبة من منطقة القطب الجنوبي للمريخ في 3 ديسمبر 1999، أُطلِقت القذائف، التي يعادل حجمها حجم كرة السلة، من المركبة الفضائية الرئيسية، لتمر عبر الغلاف الجوي وتضرب سطح الكوكب بسرعة تزيد عن 179 متر/ثانية (590 قدم/ثانية). عند الاصطدام، صُممت كل قذيفة لتتفكك، ليخترق مسبارها، الذي يعادل حجمه حجم فاكهة الجريب فروت، التربة وينقسم إلى جزأين. صُمم الجزء السفلي (الجسم الأمامي) لاختراق التربة لمسافة تصل إلى 0.6 متر (قدمان). احتوى هذه الجزء على الأداة العلمية الأساسية، تجربة المياه المُطورة. صُمم الجزء العلوي من المسبار (الجسم الخلفي)، ليبقى على السطح لنقل البيانات عبر الهوائي ذي التردد فوق العالي (يو إتش إف) إلى مركبة ماسح المريخ الشامل المتواجدة في مدار حول الكوكب. يعمل ماسح المريخ الشامل كمرسل للبيانات التي جُمعت إلى الأرض. صُمم الجسم الأمامي والخلفي للمسبار للبقاء متصلان بواسطة كيبل لنقل البيانات.

## الأدوات العلمية
شمل كل مسبار خمس أدوات مُصممة لتحليل الغلاف الجوي والسطح وما تحته.
- مقياس تسارع النزول: كان مقياس تسارع النزول مستشعرًا تجاري صُمم لقياس التسارع مقاومة الهواء أثناء النزول عبر الغلاف الجوي. كان من الممكن استخدام بياناته «لقياس كثافة غلاف المريخ الجوي» استنادًا على بيانات التسارع جنبًا إلى جنب مع بيانات سرعة المسبار والمعامل الباليستي.[9]
- مقياس تسارع الاصطدام: صُمم مقياس تسارع الاصطدام بمدى يتراوح بين +120000 و-120000 ضعف تسارع الجاذبية الأرضية (جي) لقياس التسارع الكبير عند الاصطدام بسطح المريخ.[9]
- مستشعر الطقس: لتوفير بيانات عن الضغط الجوي ودرجة الحرارة في موقع الهبوط. وُضع هذا المستشعر في الجزء الخلفي للمسبار بحيث يظل فوق السطح بعد الاصطدام.[9]
- مستشعرات الناقلية الحرارية للتربة: شمل مستشعرين حراريين باستخدام مقاوم بلاتيني لتحديد معدلات تبريد الجزء الأمامي بعد غوصه أسفل السطح.[9]
- تجربة الماء المُطورة: نظام جمع عينات صغير في الجسم الأمامي مُصمم لجمع الحطام الصخري المريخي داخل حجرة تسخين. بعد ذلك، كان من المقرر تسخين العينات للسماح بإجراء قياسات تحليل طيفي على البخار الناتج باستخدام ليزر ديود مصغر قابل للضبط. كانت تجربة الماء المُطورة هي الأداة الأساسية على متن المسبار.[6]

## تقنيات جديدة
صُممت إلكترونيات وبطاريات مسباري دييب سبيس 2 للصمود أمام التسارع العالي للغاية عند الاصطدام بسطح المريخ ودرجات الحرارة الباردة التي ستتعرض لها أثناء عملها. توجب على الأجهزة الإلكترونية والخلايا المخصصة تحمل تصادم بتسارع 80000 جي ودرجات حرارة تشغيلية منخفضة تصل إلى 80 درجة مئوية تحت الصفر. بالإضافة إلى ذلك، كان من الممكن حدوث فرق في التسارع يصل إلى 30000 جي بين الجسم الأمامي والخلفي.
البطاريات
جنبًا إلى جنب مع شركة منتجات ياردني الفنية، صمم مختبر الدفع النفاث بطارية ذات خليتين غير قابلتين لإعادة الشحن بفرق جهد يتراوح بين 6 و14 فولت تعتمد على تفاعلات كلوريد الليثيوم الثيونيل (LI-SOCl2) للسماح للمسبار بالصمود أمام الظروف المتوقعة. اختُبرت البطاريات لتحمل التصادم وأعيد تدويرها حراريًا أثناء التطوير.
تغليف الإلكترونيات
نظرًا لتصميم المسبارين والظروف القاسية التي تعين عليهما الصمود أمامها، استخدم مختبر الدفع النفاث تقنيات جديدة لتأمين الأجهزة الإلكترونية الموجودة على متنهما. تضمنت هذه التقنيات تقنية الشريحة على اللوحة (سي أوه بي) لتحسين كثافة تعبئة الأجهزة. استُخدم أيضًا كيبل مرن بطول متر واحد لتوصيل الجسم الأمامي المخترق الذي كان من المقرر أم يغوص أسفل السطح عند الاصطدام. جرى اختبار تصادم نماذج ميكانيكية (غير فعالة) قبل الإطلاق لتحديد ما إذا كانت الهياكل ستصمد.

## فشل المهمة
وصلت المسابير إلى المريخ مع مركبة الهبوط على قطب المريخ، على ما يبدو دون وقوع مشاكل، ولكن لم ينجح الاتصال بالمهمة بعد الاصطدام. سبب الفشل غير معروف.
كُلف مجلس مراجعة لتحري سبب فشل مسباري دييب سبيس 2 ومركبة الهبوط على قطب المريخ. لم يتمكن مجلس المراجعة من تحديد السبب المحتمل للفشل، لكنه اقترح عدة أسباب محتملة:
- كان للمعدات الراديوية الخاصة بالمسبارين فرصة منخفضة للنجاة من الاصطدام.
- قد تكون البطاريات قد فشلت عند الاصطدام.
- ربما ارتد المسباران عن السطح عند الاصطدام.
- ربما هبط المسباران على جانبيهما، ما أدى إلى تعطل الهوائي وبالتالي عدم تحقيق الاتصال.
- ربما اصطدم المسباران بسطح صخري للغاية ما حال دول نجاتهما.

استنتج المجلس أن المسبارين ومكوناتهما لم تُختبر بشكل كافٍ قبل الإطلاق.
- مخترق مسبار دييب سبيس 2.
- الجزء السطحي لمسبار دييب سبيس 2.